# Paranthura gracilipes
Paranthura gracilipes là một loài chân đều trong họ Paranthuridae. Loài này được Nordenstam miêu tả khoa học năm 1930.